# Pallacanestro Varese 1980-1981
Nel Campionato 1980-81 la Pallacanestro Varese sostituisce lo sponsor, Emerson, per motivi finanziari, dopo l'entrata in amministrazione controllata dell'azienda presieduta da Guido Borghi, figlio di Giovanni, fondatore della Ignis di Comerio. Per i primi mesi la squadra gioca con la sola scritta "Pallacanestro Varese", ottenendo quindi in deroga dalla Federazione la possibilità di abbinare il nome con il nuovo sponsor, il Tour operator Turisanda.
L'allenatore della stagione precedente, Edoardo Rusconi, si trasferisce ad allenare la Mecap Vigevano, sostituito da Elio Pentassuglia. Aldo Ossola, storico playmaker della squadra, abbandona l'agonismo, Bruce Seals, straniero di coppa, rientra negli Stati Uniti, sostituito dal connazionale Tim Bassett. Gli inserimenti in rosa provengono quasi interamente dal rinato settore giovanile, con l'ingresso in squadra di Francesco Vescovi, Danilo Giani, Nello Guidotti e Alberto Prina, mentre dalla Robur et Fides Varese la società acquista la guardia Luigi Mentasti, in prestito a Vigevano.
Il campionato termina con la vittoria della squadra nella stagione regolare, e con il terzo posto finale dopo i Play-off, alle spalle della vincente Squibb Cantù e della Sinudyne Bologna.
Nella Coppa delle Coppe la squadra varesina, detentrice del titolo, viene sconfitta in semifinale da Cantù, che vincerà infine la competizione nella finale di Roma contro il Barcellona.

## Rosa 1980/81
- Mauro Salvaneschi
- Marco Bergonzoni
- Luigi Mentasti
- Alberto Mottini
- Alberto Prina
- Francesco Vescovi
- Dino Meneghin
- Bob Morse
- Marino Zanatta
- Danilo Giani
- Nello Guidotti
- Emanuele Rossi
- Mauro Miaschi
- Luca Banfi
- Tim Bassett
- Allenatore:
  -  Elio Pentassuglia

## Statistiche
| COMPETIZIONE        | GIOCATE | VINTE | PERSE | F    | S    | PIAZZAMENTO |  |
| CAMPIONATO completo | 36      | 29    | 7     | 3097 | 2804 | 3           |  |
| TORNEI E AMICHEVOLI | 26      | 20    | 6     | 2312 | 2147 | -           |  |
| COPPA COPPE         | 8       | 4     | 4     | 667  | 638  | SEMIFINALE  |  |

## Fonti
- "Pallacanestro Varese 50 anni con voi" di Augusto Ossola
- Lega Basket, su 195.56.77.208. URL consultato il 21 febbraio 2011 (archiviato dall'url originale l'11 febbraio 2012).